# Freudenberg (Siegerland)
Freudenberg (mundartlich Dr Fläcke) ist eine Stadt im Kreis Siegen-Wittgenstein in Nordrhein-Westfalen.
Sie liegt an der deutsch-niederländischen Ferienstraße Oranier-Route. 

## Geografie

### Geografie
Freudenberg liegt im historischen Siegerland in hügeliger Mittelgebirgslandschaft zwischen 243 und 505 m Höhe über dem Meeresspiegel. Die Landschaft gehört größtenteils zum Freudenberger Bergland, das wiederum Bestandteil des Naturraums Siegerland ist. Das südliche Stadtgebiet gehört zum Höhenzug Giebelwald, in dem sich auch der 527 m hohe Giebelberg befindet. Obwohl dessen Spitze auf Niederfischbacher Gebiet liegt, bildet sein Hang an der Grenze zu Rheinland-Pfalz die höchste Stelle im Stadtgebiet Freudenbergs. Die 17 Stadtteile verteilen sich auf ca. 55 km² Fläche, die zu etwa zwei Dritteln aus Laub- und Fichtenwald bestehen. Das Klima im Stadtgebiet wird als atlantisch geprägt, wolken- und niederschlagsreich beschrieben. Die mittlere Jahrestemperatur beträgt 8 °C.
Die drei längsten Flüsse im Stadtgebiet sind die Asdorf, der Fischbach und die Alche. Der etwa 6,5 km lange Fischbach mündet westlich von Niederndorf in die Asdorf. Diese wiederum mündet nach 8,6 km im Stadtgebiet und einer Gesamtlänge von 20 km bei Kirchen in die Sieg. Die Alche entspringt nördlich von Bühl nahe der Grenze zum Kreis Olpe und fließt etwa 5 km im Stadtgebiet, bevor der Fluss sich über Seelbach nach Siegen und dort in die Sieg ergießt.

### Nachbargemeinden
Nachbargemeinden bzw. -städte von Freudenberg sind Wenden (Kreis Olpe), Siegen und Kreuztal (beide gehören zum Kreis Siegen-Wittgenstein) auf nordrhein-westfälischer Seite, sowie Friesenhagen, Harbach und Niederfischbach auf rheinland-pfälzischer Seite.

### Ausdehnung des Stadtgebiets
Der östlichste Stadtteil ist Niederholzklau, er liegt nur etwa einen Kilometer vom Siegener Stadtteil Langenholdinghausen entfernt. Nördlich von Niederholzklau liegt mit Oberholzklau der nördlichste Stadtteil. Im Süden liegt Niederndorf, etwa zwei Kilometer von der Grenze zu Rheinland-Pfalz und Oberschelden entfernt. Im Westen liegt Mausbach, direkt an der Grenze zum Friesenhagener Teil Gerndorf im Landkreis Altenkirchen. Dieser Stadtteil ist der westlichste bebaute Teil Freudenbergs; die dort unbebaute Gemarkung Plittershagens südlich davon reicht etwa einen halben Kilometer weiter.

### Stadtgliederung
Freudenberg besteht aus 17 Stadtteilen (in Klammern die Einwohnerzahlen):

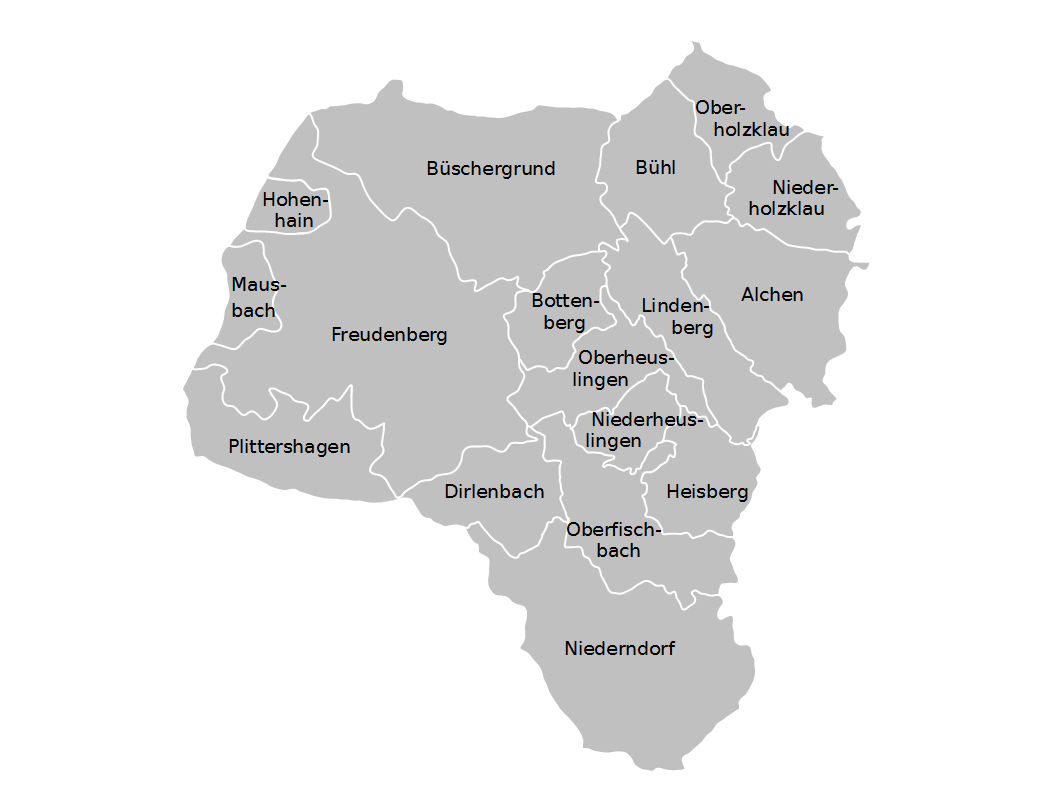
Stadtgliederung

- Alchen (1857)
- Bottenberg (251)
- Bühl (413)
- Büschergrund (3367)
- Dirlenbach (340)
- Freudenberg (5260)
- Heisberg (183)
- Hohenhain (454)
- Lindenberg (868)
- Mausbach (156)
- Niederheuslingen (404)
- Niederholzklau (160)
- Niederndorf (1720)
- Oberfischbach (961)
- Oberheuslingen (913)
- Oberholzklau (669)
- Plittershagen (421)

## Geschichte

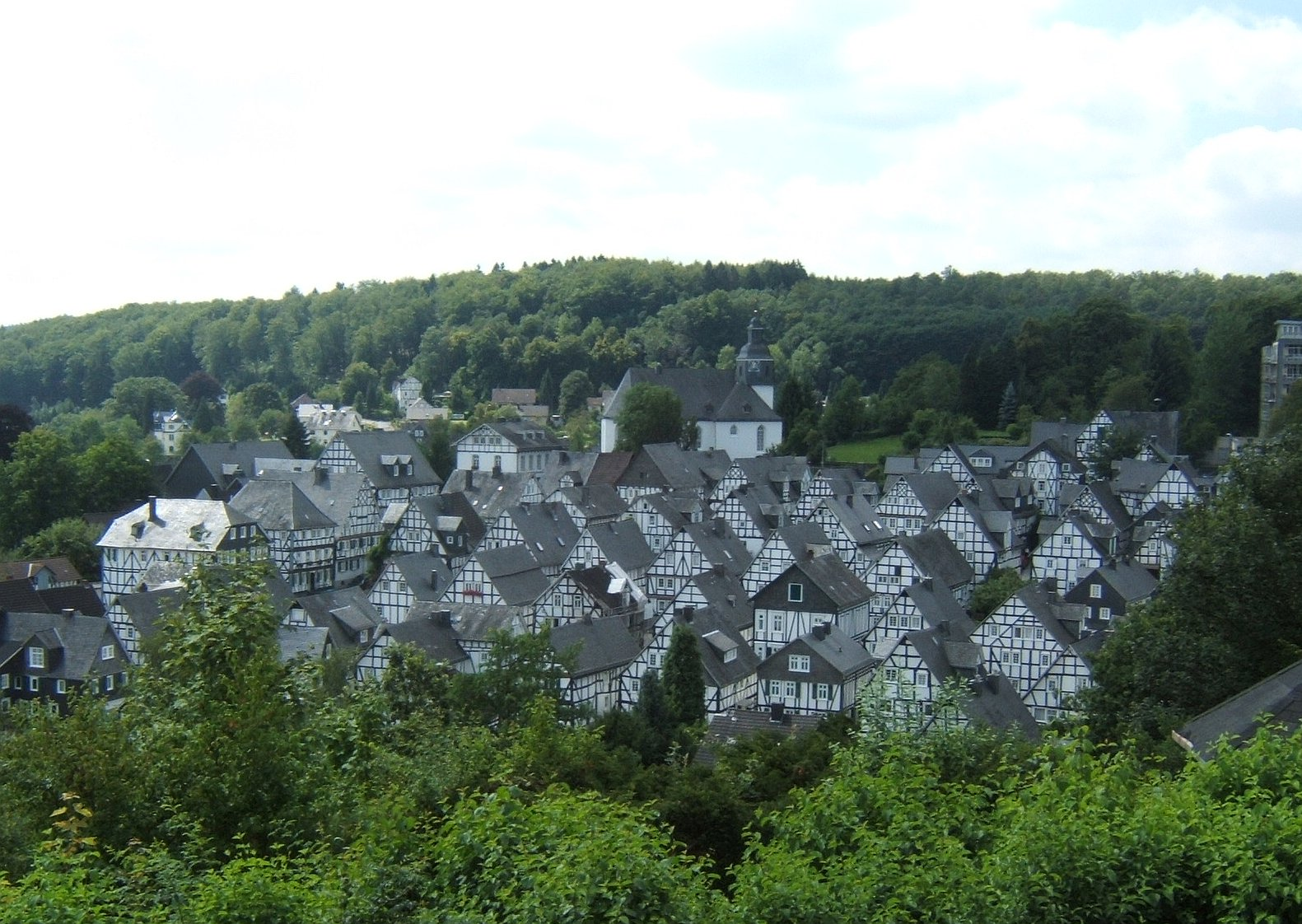
Freudenberg, „Alter Flecken“, 2005

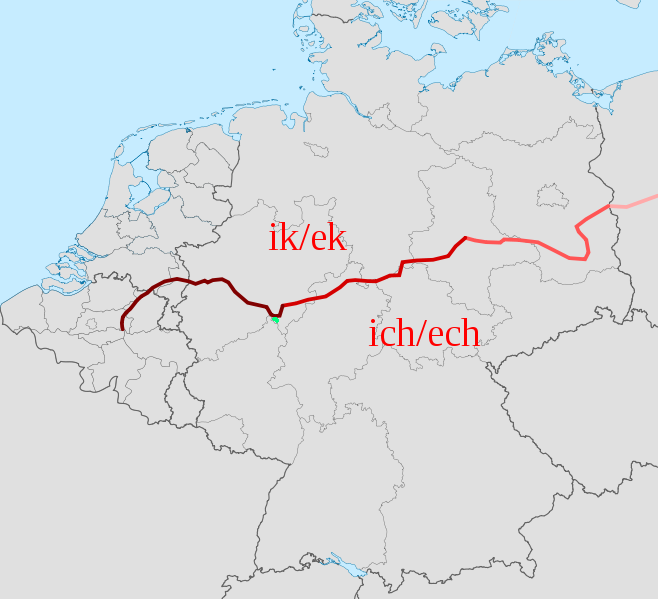
Freudenberg (türkis) an der Uerdinger Linie, der Sprachgrenze zum niederdeutschen Sauerland

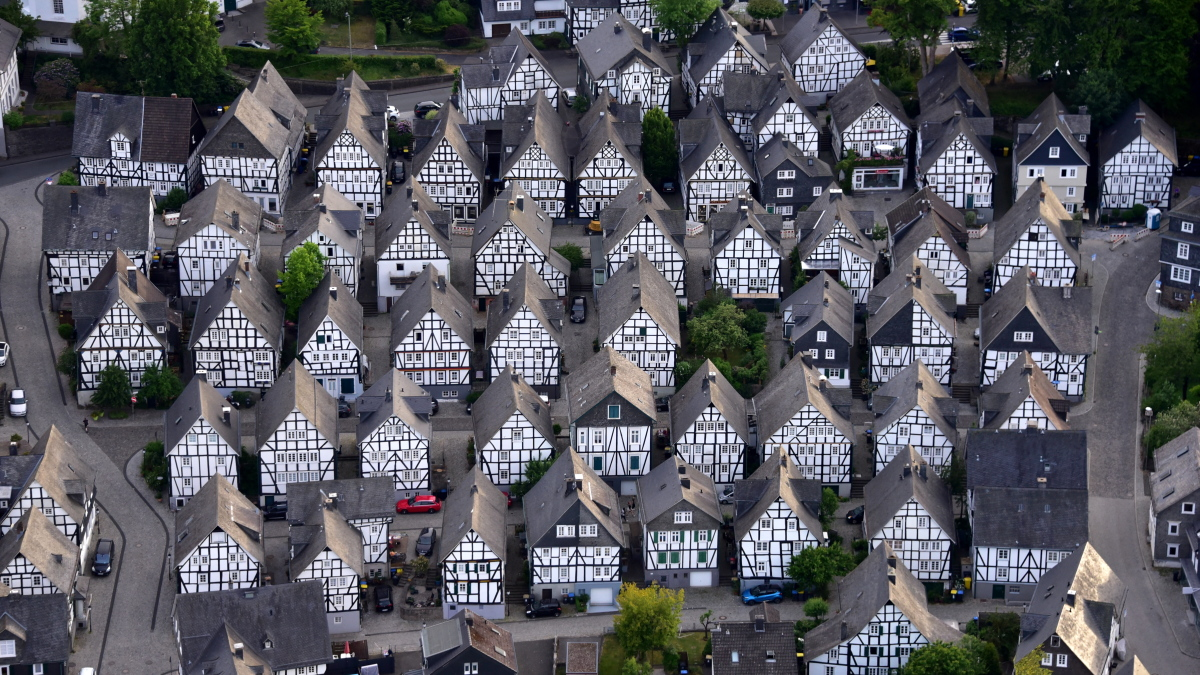
Freudenberg, Luftaufnahme (2020)

Wappen des Amtes Freudenberg

Die ältesten Stadtteile sind wahrscheinlich die bereits im 11. und 13. Jahrhundert urkundlich erwähnten Oberholzklau (1079) und Niederholzklau (1256). Freudenberg ist als Amts- und Gerichtssitz seit Anfang des 15. Jahrhunderts belegt. Der Ort und die Burg Freudenberg wurden 1389 erstmals urkundlich erwähnt.
Die Burg wurde über dem Weibetal mit einer Siedlung von den Grafen von Nassau als westlicher Eckpfeiler ihres Gebietes gegründet. Johann der IV., Graf von Nassau, Vianden und Diez, gab am 7. November 1456 den Bürgern von Freudenberg ihre Freiheitsrechte. Dieser Freiheitsbrief von 1456 wird heute als Hinweis auf die Verleihung der Stadtrechte angesehen. Urkunden geben Hinweise darauf, dass Freudenberg sehr früh als „Flecken“ gegründet worden ist. Der historische Stadtkern trägt heute noch den Namen „Alter Flecken“.
Im Jahre 1540 wurden die Burg und die Siedlung durch einen Brand erheblich in Mitleidenschaft gezogen. Auf Anordnung Wilhelms des Reichen entstand um die Mitte des 16. Jahrhunderts eine neue städtische Bebauung. Der Flecken bekam eine Umwehrung mit vier Toren. Im Nordwesten entstand das Hohenhainer Tor, im Nordosten das Weihertor, im Südosten das Braastor und im Südwesten das Schultor. Durch einen zweiten Brand, ausgelöst durch einen Blitzschlag am 9. August 1666, wurde die Stadt erneut verwüstet. Nur ein Haus (Kölner Str. 3) blieb unversehrt und ist daher das älteste Haus Freudenbergs. Fürst Johann Moritz von Nassau-Siegen baute den Flecken auf den weitgehend unveränderten Grundrissen von 1540 wieder auf. Die Burg wurde ausgespart, daher sind von ihr heute nur noch Mauerreste zu sehen.
Am 18. März 1588 ereignete sich ein Überfall von über 100 bewaffneten Sauerländern auf zwei Freudenberger Gaststätten.
Bereits 1597 wurde der Hof Herlingen erwähnt. Er bestand bis um 1780.
Am 8. September 1796 wurde in Freudenberg die französische Kriegskasse bei einem spektakulären Raub entwendet. Freudenberg war eine der Hochburgen der Leimsiederei im Siegerland.

### Eingemeindungen
Am 1. Januar 1969 wurden durch das Gesetz zur Neugliederung des Landkreises Siegen die bis dahin selbständigen Gemeinden Alchen, Bottenberg, Bühl, Büschergrund, Dirlenbach, Heisberg, Hohenhain, Lindenberg, Mausbach, Niederheuslingen, Niederholzklau, Niederndorf, Oberfischbach, Oberheuslingen, Oberholzklau und Plittershagen eingegliedert. Die meisten Orte gehörten schon vorher zum Amt Freudenberg.

### Einwohnerentwicklung
Amtliche Einwohnerzahlen der Stadt Freudenberg seit ihrer Gründung
| Jahr | Einwohner |
| ---- | --------- |
| 1969 | 13.979    |
| 1970 | 14.294    |
| 1971 | 14.588    |
| 1972 | 14.898    |
| 1973 | 15.182    |
| 1974 | 15.341    |
| 1975 | 15.346    |
| 1976 | 15.354    |
| 1977 | 15.518    |
| 1978 | 15.579    |

| Jahr | Einwohner |
| ---- | --------- |
| 1979 | 15.732    |
| 1980 | 15.844    |
| 1981 | 16.058    |
| 1982 | 15.950    |
| 1983 | 16.010    |
| 1984 | 16.062    |
| 1985 | 16.081    |
| 1986 | 16.146    |
| 1987 | 16.469    |
| 1988 | 16.495    |

| Jahr | Einwohner |
| ---- | --------- |
| 1989 | 16.731    |
| 1990 | 17.079    |
| 1991 | 17.529    |
| 1992 | 17.859    |
| 1993 | 17.935    |
| 1994 | 18.011    |
| 1995 | 18.094    |
| 1996 | 18.187    |
| 1997 | 18.227    |
| 1998 | 18.168    |

| Jahr | Einwohner |
| ---- | --------- |
| 1999 | 18.232    |
| 2000 | 18.328    |
| 2001 | 18.315    |
| 2002 | 18.352    |
| 2003 | 18.477    |
| 2004 | 18.563    |
| 2005 | 18.562    |
| 2006 | 18.601    |
| 2007 | 18.570    |
| 2008 | 18.556    |

| Jahr | Einwohner |
| ---- | --------- |
| 2009 | 18.392    |
| 2010 | 18.392    |
| 2011 | 18.349    |
| 2021 | 17.677    |

Die Einwohnerzahlen der Kernstadt:
| Jahr | Einwohner |
| ---- | --------- |
| 1563 | 237       |
| 1740 | 351       |
| 1818 | 618       |
| 1830 | 667       |
| 1843 | 867       |
| 1858 | 967       |

| Jahr | Einwohner |
| ---- | --------- |
| 1871 | 1.086     |
| 1885 | 1.595     |
| 1895 | 1.761     |
| 1905 | 2.137     |
| 1910 | 2.047     |
| 1925 | 2.213     |

| Jahr | Einwohner |
| ---- | --------- |
| 1933 | 2.371     |
| 1939 | 2.488     |
| 1946 | 3.409     |
| 1950 | 3.694     |
| 1961 | 4212      |
| 1967 | 4.574     |

| Jahr | Einwohner |
| ---- | --------- |
| 1994 | 5.169     |
| 2000 | 4.938     |
| 2011 | 5.022     |

## Politik

### Gemeinderat

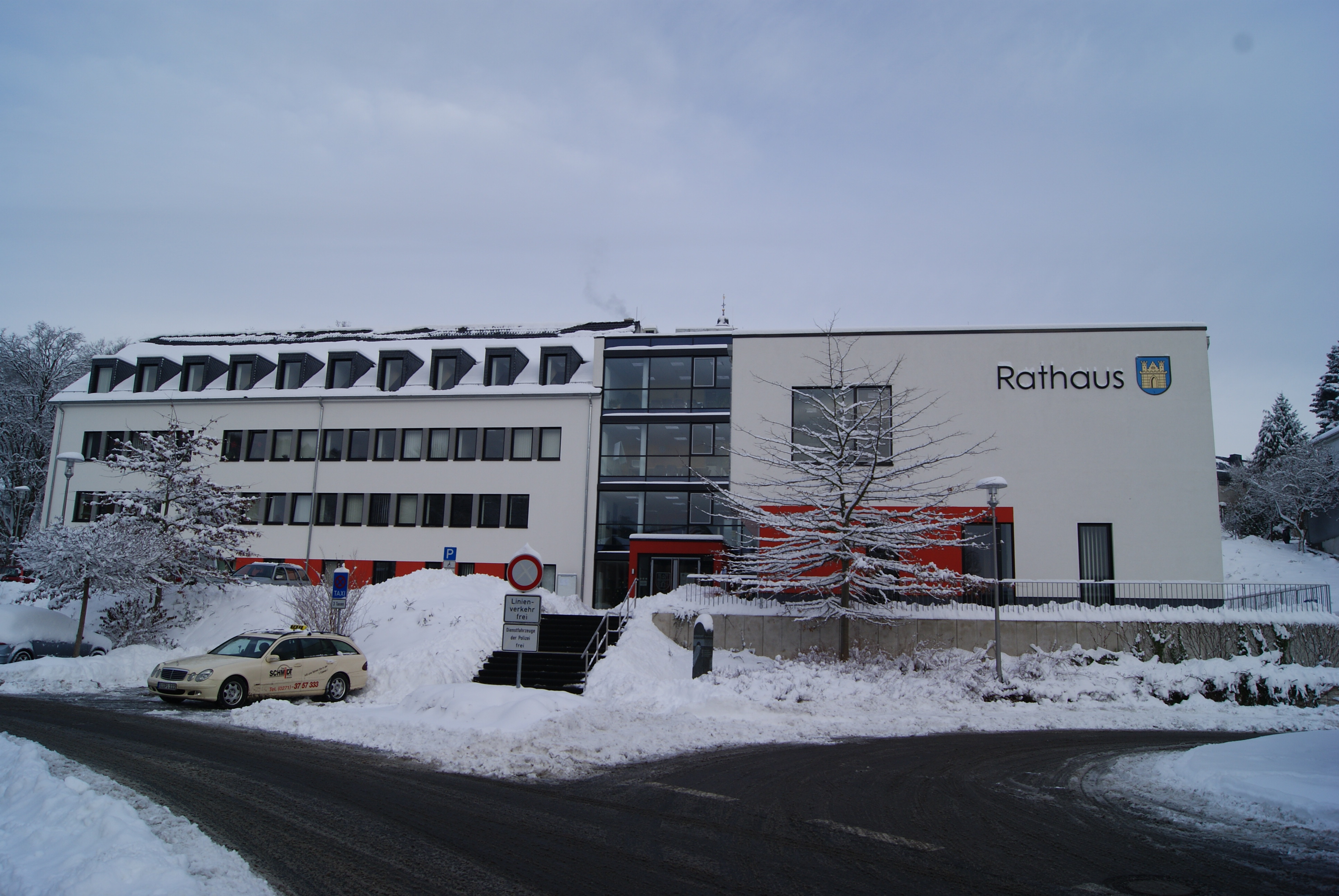
Rathaus von Freudenberg

Die 34 Sitze des Stadtrats verteilten sich nach den vergangenen Kommunalwahlen wie folgt:
| Jahr | SPD | CDU | Grüne | FDP | Alternative Liste | Gesamt |
| ---- | --- | --- | ----- | --- | ----------------- | ------ |
| 2020 | 14  | 11  | 6     | 3   | 0                 | 34     |
| 2014 | 14  | 12  | 3     | 2   | 3                 | 34     |
| 2009 | 12  | 14  | 2     | 2   | 2                 | 34     |

### Bürgermeister
Der spätere Oberstadtdirektor von Bielefeld und Duisburg, Herbert Krämer, war in den frühen 1960er Jahren Bürgermeister. Von 1969 bis 1989 war Hermann Vomhof (1929–2009, SPD) und von 1989 bis 1991 Heinrich Hubbert (CDU) Inhaber des Amtes. Von 1991 bis zur Installierung eines nunmehr hauptamtlichen Bürgermeisters im Jahr 1998 war dann erneut Vomhof oberster Verwaltungschef.
1999 übernahm Eckhard Günther (CDU) das Rathaus von Freudenberg, seine Amtszeit endete am 20. Oktober 2015. Abgelöst wurde er von Nicole Reschke (SPD), die Ende September 2015 die Stichwahl gegen Heide Batz (CDU) gewann und bei der Wahl 2020 deutlich in ihrem Amt bestätigt wurde.

### Finanzen
Die Schulden der Stadt Freudenberg lagen zum 31. Dezember 2012 bei 58.262.543 Euro. Dies entsprach einer Pro-Kopf-Verschuldung von 3.234 Euro je Einwohner. Als eine der ersten Kommunen in Deutschland führte Freudenberg für den Bereich der städtischen Finanzen aus freien Stücken eine sogenannte Nachhaltigkeitssatzung ein, mit der die Stadt finanzielle Belastungen künftiger Generationen mindern und ihre Schulden abbauen will.

### Wappen und Banner
| Wappen der Stadt Freudenberg, Kreis Siegen-Wittgenstein | Blasonierung: „In Blau ein goldenes (gelbes) Stadttor, über dessen Zinnenmauer mit offenem spitzbogigen Tor befindet sich ein Staffelgiebel, flankiert von zwei Zinnentürmen.“ |

Banner der Stadt Freudenberg

| Wappen der Stadt Freudenberg, Kreis Siegen-Wittgenstein | Wappenbegründung: Am 24. Juni 1970 wurde der Stadt zuletzt das Recht zur Führung eines Wappens, eines Siegels und eines Banners vom Regierungspräsidenten in Arnsberg verliehen. Damit wird das am 14. Juli 1911 durch den preußischen König Wilhelm II. verliehene Wappen weiter verwendet; damals noch mit einer dreitürmigen Mauerkrone. Das Wappenbild kommt bereits in einem Schöffensiegel aus dem Jahre 1473 vor. Als Tinkturen wurden 1911 auf Vorschlag des Staatsarchivs Münster die Farben der Grafen von Nassau gewählt; der Ort verdankt seine Entststehung der Burg Freudenberg. Die Stadt Freudenberg führt eine Stadtflagge (Banner), die wie folgt beschrieben wird: „Die Flagge zeigt längsgestreift die Farben Blau und Gold (Gelb) und in der oberen Hälfte das Stadtwappen.“ |

### Städtepartnerschaften
Freudenberg unterhält seit 1989 eine aus einem Jugendaustausch entstandene Städtepartnerschaft mit der ungarischen Stadt Mór.

## Kultur und Sehenswürdigkeiten

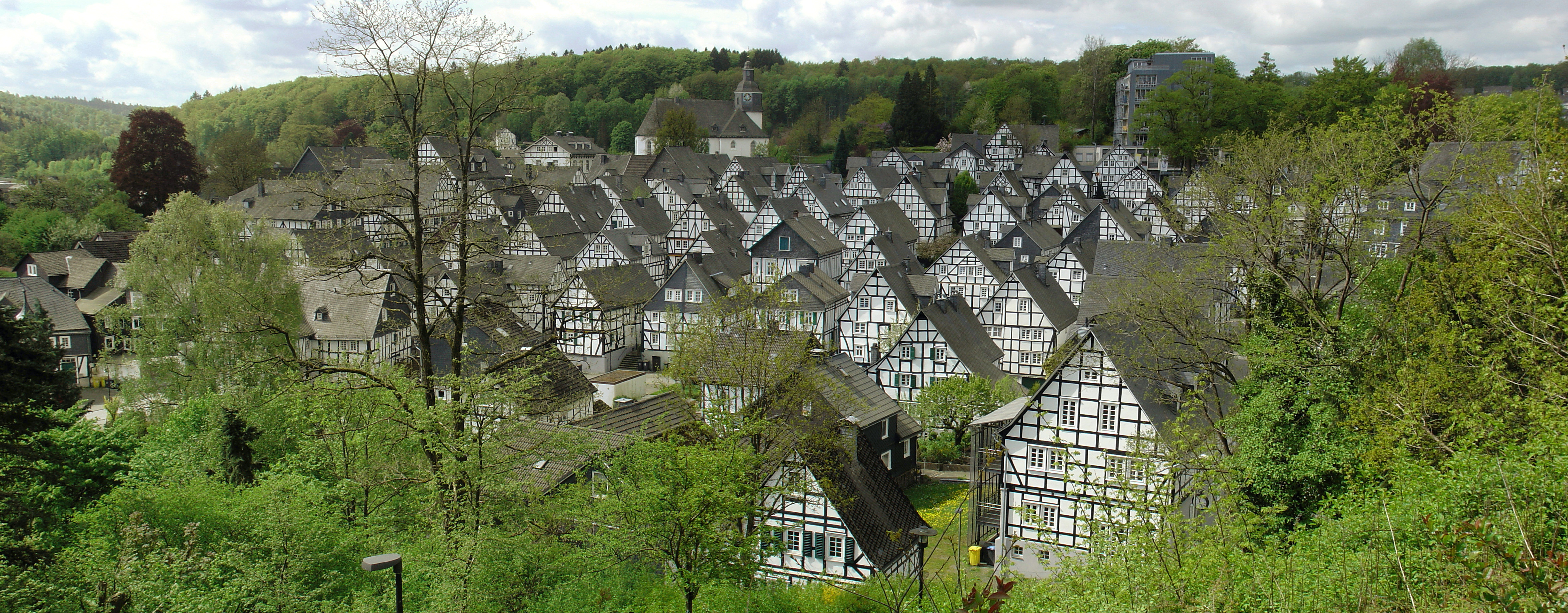
Der „Alte Flecken“, Freudenbergs historischer Stadtkern

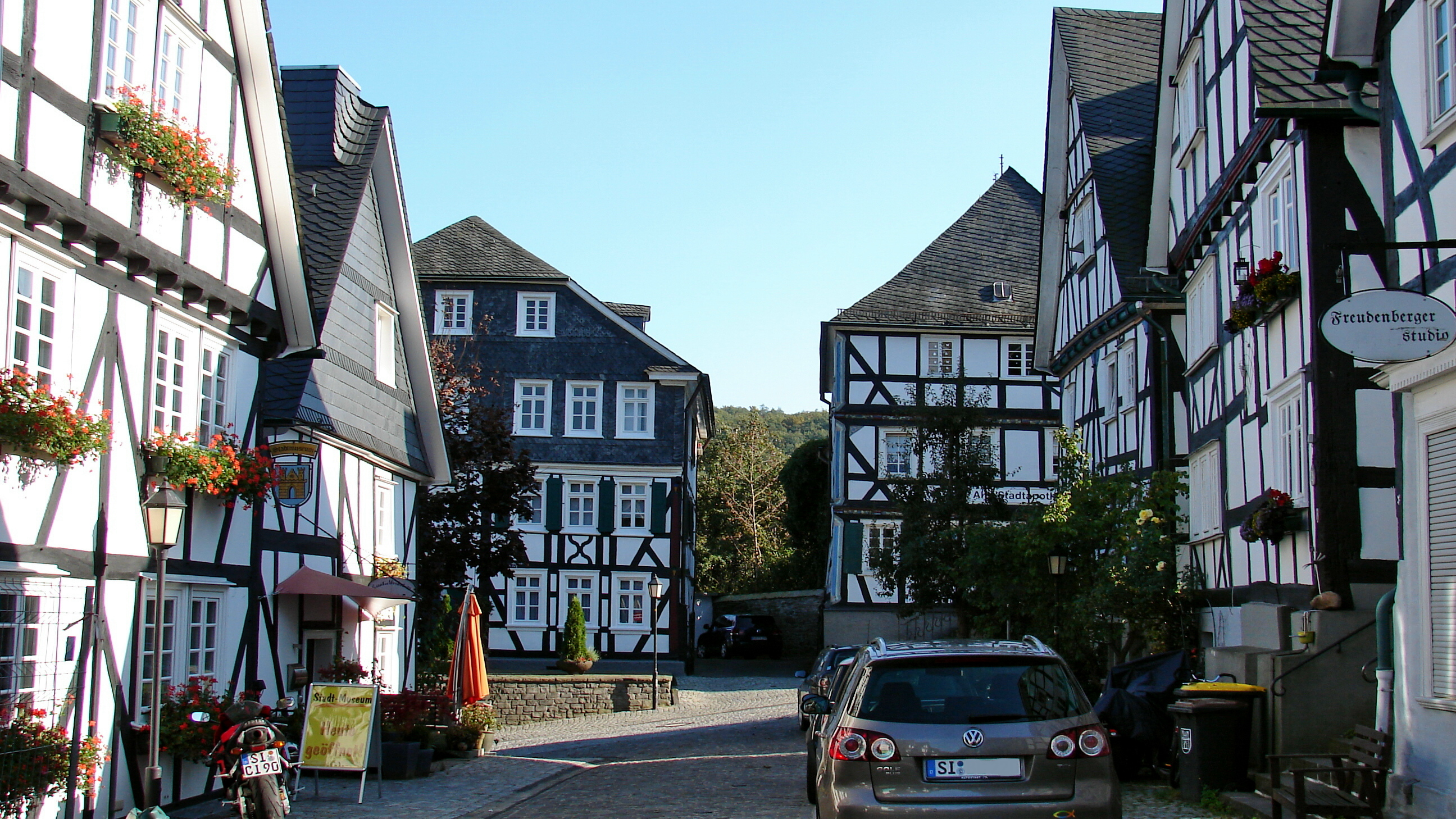
Mittelstraße in Freudenberg

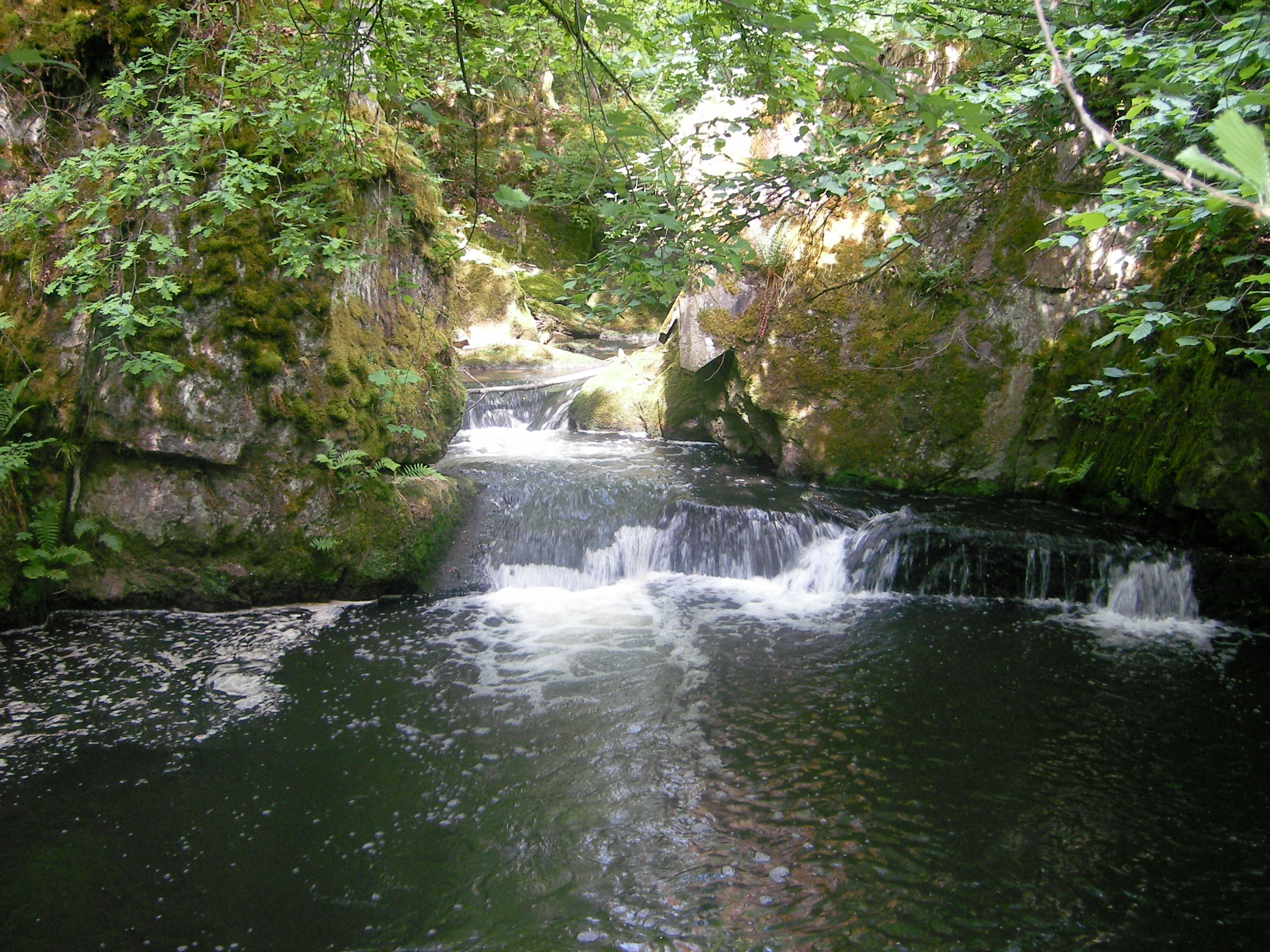
Kleiner Wasserfall unweit des Asdorfer Weihers

In der Südwestfälischen Freilichtbühne Freudenberg werden in einer  Wald- und Felsenkulisse jedes Jahr zwei neue Inszenierungen für Kinder und Erwachsene aufgeführt. Die Zuschauertribüne ist überdacht. Jährlich besuchen etwa 50.000 Besucher die Freilichtbühne.
Das Stadtmuseum mitten im historischen Stadtkern „Alter Flecken“ stellt Exponate zur Stadt- und Wirtschaftsgeschichte aus, darunter die Uhrensammlung des Freudenberger Uhrmachers Stahlschmidt. Das Technikmuseum an der Olper Straße zeigt Ausstellungsstücke aus der Gewerbe- und Industriegeschichte der Region. Eine funktionierende Dampfmaschine aus dem Jahr 1904 und eine historische, über Transmission angetriebene Maschinenwerkstatt bilden dabei das Herzstück der Sammlung. Gezeigt werden zudem historische Fahrzeuge aller Art.

### Bauwerke
- Der „Alte Flecken“ ist die ganz in Fachwerkbauweise errichtete Innenstadt Freudenbergs. Sie gibt einen Eindruck von einer Kleinstadt aus dem 17. Jahrhundert. Der Alte Flecken wurde in den Kulturatlas des Landes Nordrhein-Westfalen als „Baudenkmal von internationaler Bedeutung“ aufgenommen; es existiert kein vergleichbarer historischer Stadtkern in Fachwerkbauweise. Die Evangelische Kirche wurde, nachdem 1585 Freudenberg selbständige Pfarrei geworden war, 1602–1606 als Wehr- und Schutzkirche errichtet. Der Glockenturm und ein Mauerrest am Schlossberg sind die einzigen Zeugnisse der früheren Burganlage.
- Die Kirche in Oberholzklau, Anfang des 13. Jahrhunderts erbaut, ist eine sehenswerte romanische Kirche mit einem deutlich sichtbaren Übergang zur Gotik. Das danebenliegende Pfarrhaus aus Fachwerk stammt aus dem Jahr 1608. Es ist das älteste Pfarrhaus der Ev. Kirche von Westfalen.
- Sehenswert ist auch die St.-Marien-Kirche mit Glasarbeiten von Georg Meistermann.

### Filmkulisse
Der Ort diente unter anderem dem Film LiebesLuder von Detlev Buck als Sinnbild der wohlanständigen, spießigen Kleinstadt, in der es hinter den Fassaden „stinkt“. Auch für den Film Lupo und der Muezzin (Diana Film, München) wurde der Ort als Filmkulisse genutzt. Teile des Ortes, u. a. das örtliche Bethesda-Krankenhaus, bildeten den Spielort für den Kinofilm Jakobs Bruder mit Christoph Maria Herbst und Klaus J. Behrendt. Hinzu kommen 2019 entstandene Aufnahmen für Das Lied des toten Mädchens von Torben Liebrecht mit Felix Herzogenrath und Lara Mandoki.

### Schutzausweisungen für die Natur
Es gibt insgesamt 26 Naturdenkmäler in der Stadt, etwa die über 650 Jahre alte, 30 Meter hohe Bärenwaldeiche. Weiterhin sind im Stadtgebiet 12 Naturschutzgebiete ausgewiesen, von denen die Schutzgebiete Kirrberg, Asdorfer Weiher, Plittersche, Rödersche, Süselberg, das Uebachtal und Wending- und Peimbachtal als Beispiele genannt seien. Ferner wurden mit dem Eulenbruchswald (NSG Seelbachs- und Eulenbruchswald) sowie Heiden und Magerrasen Trupbach (NSG Kirrberg) zwei FFH-Gebiete ausgewiesen.

## Wirtschaft und Infrastruktur

### Verkehr
Die Stadt wird von Norden nach Südosten von der A 45 durchquert. Bis 1983 existierte auch eine Anbindung über die Biggetalbahn von Kirchen nach Olpe im Norden und über die Asdorftalbahn nach Betzdorf im Süden. Heute sind weite Teile der ehemaligen Trasse zu Bahnradwegen umgestaltet oder mit Erde verfüllt worden.
In Freudenberg gibt es einen Busbahnhof am Mórer Platz. Von hier verkehren Linien nach Siegen, Betzdorf sowie in diverse Nachbargemeinden von Freudenberg. Sie werden von den Verkehrsbetrieben Westfalen-Süd GmbH (VWS), des Westerwaldbuses, einer hundertprozentigen Tochter der Westerwaldbahn des Kreises Altenkirchen GmbH, und der Jung Bus GmbH betrieben.
Zusätzlich verkehrt an Wochenenden ein Nachtbus von Siegen nach Freudenberg.
| Liniennummer | Linienweg                                                                   | Betreiber                                   | Hinweis                                                    |
| ------------ | --------------------------------------------------------------------------- | ------------------------------------------- | ---------------------------------------------------------- |
| 298          | Freudenberg – Hohenhain – Friesenhagen                                      | Westerwaldbus des Kreises Altenkirchen GmbH |                                                            |
| 290          | Büschergrund – Freudenberg – Niederfischbach – Kirchen – Betzdorf           | Westerwaldbus des Kreises Altenkirchen GmbH |                                                            |
| N71          | Freudenberg – Niederfischbach – Kirchen – Betzdorf                          | Westerwaldbus des Kreises Altenkirchen GmbH |                                                            |
| 265          | Freudenberg – Hohenhain – Friesenhagen – Morsbach – Wissen                  | Jung Bus GmbH                               |                                                            |
| L152         | Freudenberg – Bethesda Krankenhaus – Freudenberg                            | Verkehrsbetriebe Westfalen-Süd GmbH         | Rundverkehr mit alternierender Bedienung des Altenzentrums |
| L151         | Freudenberg – Hohenhain – Mausbach – Plittershagen – Freudenberg            | Verkehrsbetriebe Westfalen-Süd GmbH         | Rundverkehr                                                |
| L150         | Freudenberg – Bühl – Oberholzklau – Alchen                                  | Verkehrsbetriebe Westfalen-Süd GmbH         |                                                            |
| R42          | Freudenberg – Römershagen – Wenden / (Olpe)                                 | Verkehrsbetriebe Westfalen-Süd GmbH         |                                                            |
| R40          | Freudenberg – Niederndorf – Oberheuslingen – Lindenberg – Seelbach – Siegen | Verkehrsbetriebe Westfalen-Süd GmbH         |                                                            |
| R38          | Freudenberg – Lindenberg – Siegen                                           | Verkehrsbetriebe Westfalen-Süd GmbH         |                                                            |
| R37          | Freudenberg – Büschergrund – Bühl – Alchen – Seelbach – Siegen              | Verkehrsbetriebe Westfalen-Süd GmbH         |                                                            |
| N4           | Freudenberg – Lindenberg – Seelbach – Siegen                                | Verkehrsbetriebe Westfalen-Süd GmbH         | Zuschlagspflichtig                                         |

### Bildung

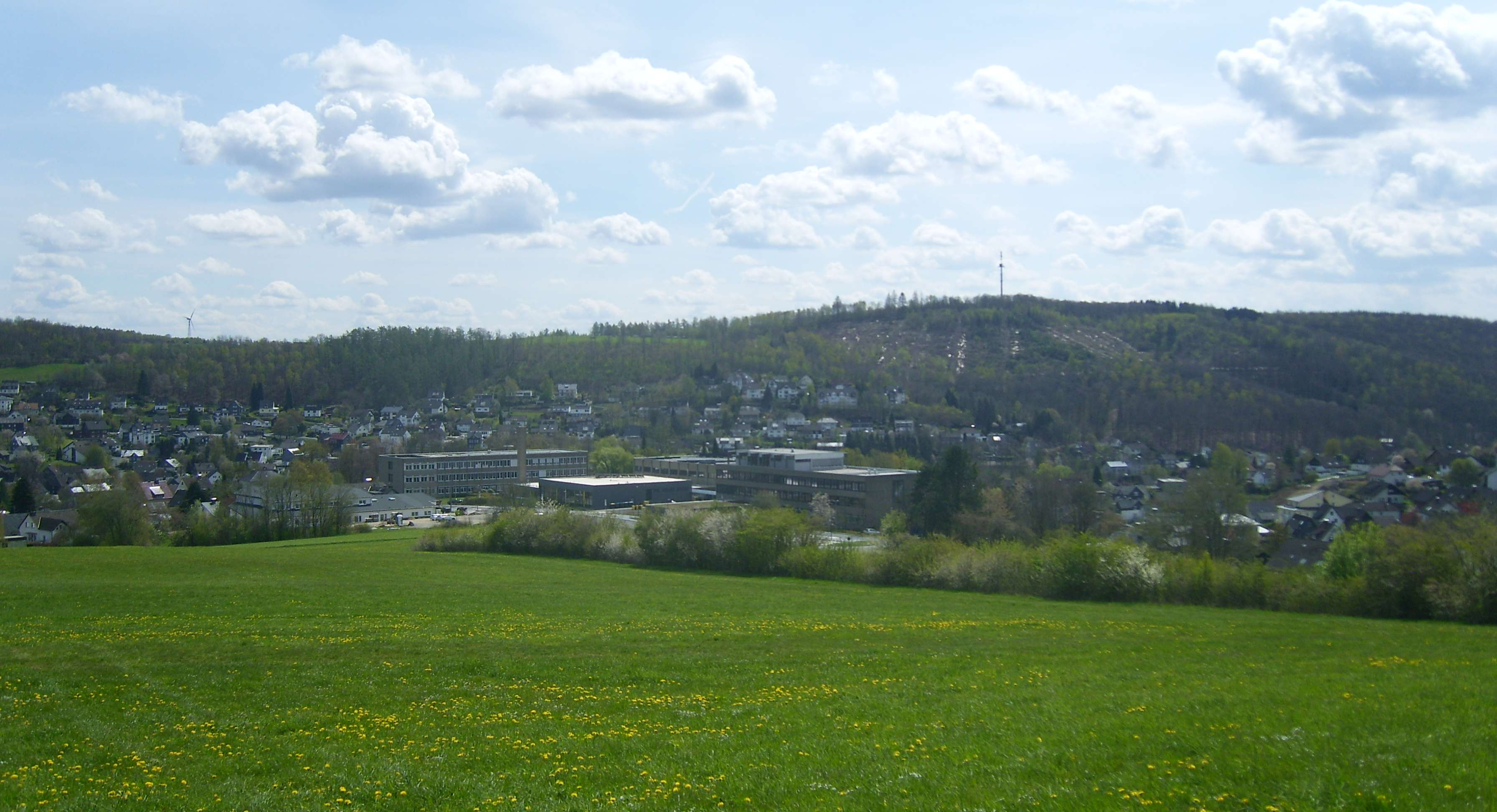
Der Büschergrund nebst Gesamtschule von der „Breedscheed“ (367 m ü. NHN) aus gesehen; im Hintergrund der Kuhlenberg (419,6 m)

Größte Schule der Stadt ist die Esther-Bejarano-Gesamtschule mit über 800 Schülerinnen und Schülern aus der gesamten Stadt sowie angrenzenden Ortschaften, die z. T. auch in Rheinland-Pfalz liegen, im Stadtteil Büschergrund. Sie ging aus der Fusion der ehemaligen Hauptschule mit der ehemaligen Realschule hervor, wobei zusätzlich eine gymnasiale Oberstufe eingeführt wurde; erster Abiturjahrgang war 2022.
Bundesweit bekannt wurde die Schule im März 2023 durch die Tötung einer Schülerin. Zwei nicht strafmündige Klassenkameradinnen gestanden die Tat.

## Persönlichkeiten

### Ehrenbürger
- Lothar Uebach
- Hermann Vomhof

### Söhne und Töchter der Stadt
- Johann Peter Stahlschmidt (1751–1833), Uhrmacher, geboren in Plittershagen
- Nathanael Wollenweber (1875–1951), Mediziner
- Theodor Siebel (1897–1975), Unternehmer und Politiker
- Gerd Uffelmann (1912–1999), Jurist und Pharmazeut
- Theodor-Otto Lindenschmidt (1917–1982), Chirurg
- Heinz Bach (1922–1986), Manager und Funktionär im Versicherungsbereich
- Wilhelm Leutzbach (1922–2009), Verkehrswissenschaftler
- Hans Hoof (1925–1998), Landtagsabgeordneter (CDU), geboren in Niederndorf
- Gerhard Bettendorf (1926–2009), Gynäkologe
- Wigand Siebel (1929–2014), Soziologe
- Dieter Falk (1930–2021), Motorradrennfahrer
- Hans-Ulrich Wehler (1931–2014), Historiker
- Herbert Krämer (1931–2015), Politiker, Bürgermeister in Freudenberg
- Gerhard Kritzler (1934–2013), Unternehmer
- Frank Maria Reifenberg (* 1962), Autor
- Angelika Fanai (* 1962), Schauspielerin
- Jens Kamieth (* 1969), Landtagsabgeordneter (CDU)
- Thorsten Benner (* 1973), Politologe
- Annika Schilling (* 1984), Schauspielerin
- Sven Michel (* 1990), Fußballspieler